# Hypsometer

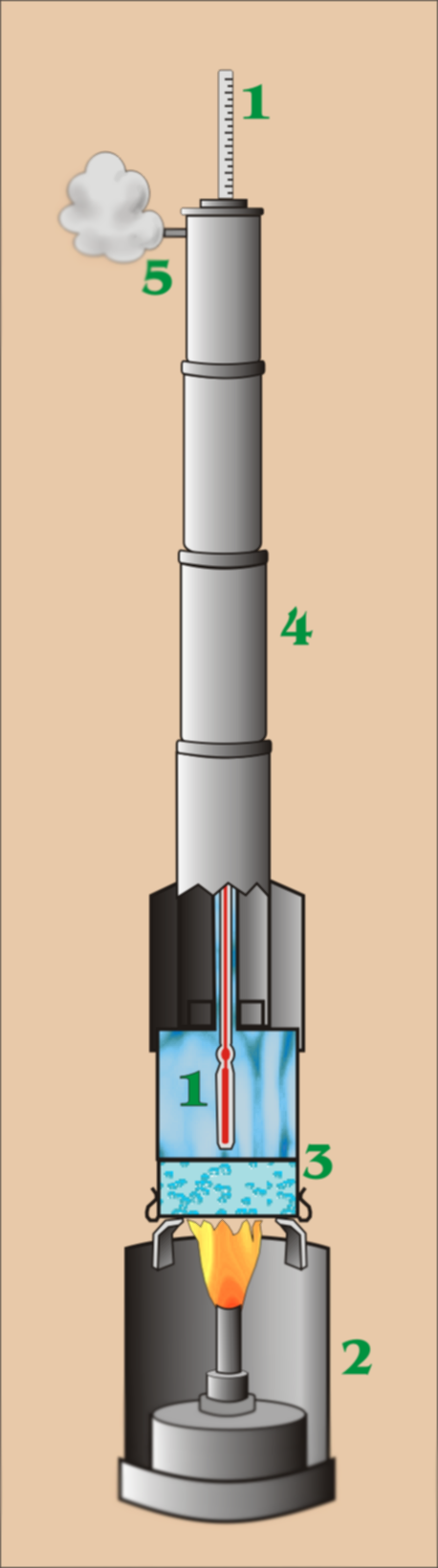
Hypsometer

Ein Hypsometer (von agr. ὕψος hýpsos, „Höhe“ und μέτρον métron, „Maß“) ist allgemein ein Gerät zur Höhenmessung. Es kann sich dabei um ein mechanisches Barometer, ein Hg-Barometer oder auch um einem Winkelmesser zur Bestimmung von Baumhöhen handeln. Die Bezeichnung „Hypsometer“ verwendet man ebenfalls für ein spezielles Thermometer für die Höhenmessung. Manchmal meint man mit „Hypsometer“ auch die komplette Ausrüstung. Diese besteht aus einem oder mehreren Thermometer (für verschiedene Höhenbereiche), dem dazugehörigen Kochgefäß, dem Brenner und den Vorratsbehältern für das destillierte Wasser und dem Brennstoff. Diese speziellen Thermometer zur Höhenmessung werden auch noch „Hypsothermometer“ oder historisch  „Siedebarometer“ genannt. Dabei macht man sich zunutze, dass die Siedetemperatur des Wassers mit fallendem Luftdruck geringer wird.  Hypsometer wurden im 19. Jh. und frühen 20. Jh. oft bei Expeditionen verwendet, um damit die ebenfalls mitgeführten mechanischen Barometer (Aneroide) zu überprüfen. Sie waren besser zu transportieren als Hg-Barometer, sicherer vor Zerstörung, und erreichten fast die Genauigkeit dieser.
Technische Ausführung des Hypsometers : Mit einem Spiritusbrenner wird destilliertes Wasser in einem speziellen Kochgefäß zum Sieden erhitzt, es stellt sich eine konstante Temperatur im Dampfraum ein. Diese wird mit einem hoch auflösenden Thermometer gemessen. Oft umfasst das Thermometer nur etwa einen Bereich von 96–101 °C und ist auf hundertstel graduiert. Tausendstel Grade sind noch abschätzbar. Als Faustformel gilt: Ein hundertstel Grad Temperaturunterschied entsprechen etwa drei Meter Höhendifferenz. Für größere Höhen verwendete man einen tieferen Temperaturbereich. Aus dem Messwert kann der Luftdruck, und daraus mittels der barometrischen Höhenformel die Ortshöhe berechnet werden. Für genauere Berechnungen werden auch die Lufttemperatur, die Luftfeuchtigkeit, die Gravitation und der Breitengrad berücksichtigt. Es gibt auch Thermometer, die direkt die Höhe in Meter anzeigen. Die Genauigkeit des Verfahrens ist durch die Auflösung des Thermometers und der Konstruktion des Kochbehälters begrenzt. Sie wird ferner durch die wetterbedingten Druckschwankungen der Atmosphäre beeinflusst. Durch zeitgleiches messen des Luftdrucks an einem nahen Ort, dessen Höhe bekannt war, konnten diese Druckschwankungen herausgerechnet werden. Das Verfahren der Messung und damit die Genauigkeit wurde so verfeinert, dass beispielsweise die deutsche Marine Hypsometer zur Luftdruckbestimmung verwendete. Diese Thermometer waren in Torr oder mbar graduiert. Hypsometer wurden also nicht nur zur Höhenmessung, sondern auch zur Bestimmung des Luftdrucks verwendet. Die gelieferten genauen Werte brauchte man für die Einstellung der Geschütze.
In jüngster Vergangenheit wurde die Messung automatisiert. Diese Hypsometer werden in extrem hoch fliegenden Forschungsballonen verwendet, da diese kleinste Drücke bis etwa 5 hPa messen können, was mit Aneroidbarometern nicht möglich ist.

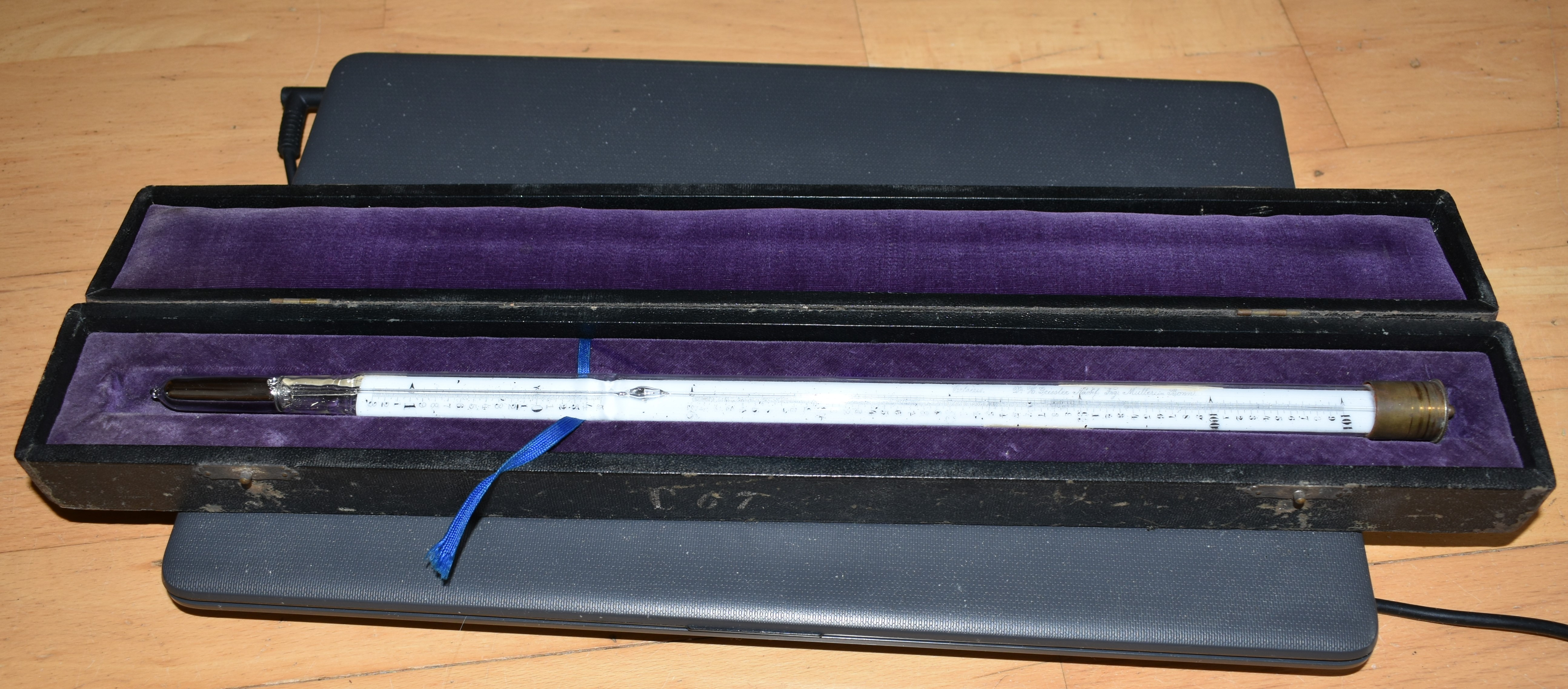
Hypsometer (Thermometer)

Folgende Tabelle veranschaulicht die Abhängigkeit der Siedetemperatur vom Barometerstand:
| Siedetemperatur (°C) | Barometerstand (hPa) | Höhe über dem Meeresspiegel (m) |
| -------------------- | -------------------- | ------------------------------- |
| 82                   | 513,42               | 5.431                           |
| 84                   | 555,85               | 4.797                           |
| 86                   | 601,19               | 4.170                           |
| 88                   | 649,58               | 3.551                           |
| 90                   | 701,17               | 2.940                           |
| 92                   | 756,14               | 2.337                           |
| 94                   | 814,66               | 1.742                           |
| 96                   | 876,88               | 1.133                           |
| 98                   | 943,01               | 573                             |
| 100                  | 1013,25              | 0                               |